# Antarctosaurus giganteus
Antarctosaurus giganteus ("gigantisk sydliga ödla") är en art av dinosaurier som hörde till släktet Antarctosaurus och kom från yngre delen av kritaperioden för 87-85 miljoner år sedan i dagens Argentina, Sydamerika. Den var en mycket stor, fyrbent växtätande sauropod med en lång hals och en lång svans. Den kan ha varit bepansrad, så som andra släktingar inom Titanosauridae. Den kan ha mätt upp till 40 meter i längd, men man är inte övertygad då återstoderna är mycket få och fragmentariska. En nära släkting kan ha varit Laplatasaurus.

## Etymologi
Antarctosaurus nämndes för första gången i en text år 1916, även om den inte döptes eller beskrevs fullt ut förrän år 1929 i ett dokument skrivet av paleontologen Friedrich von Huene. von Huene döpte arten A. giganteus samma år som typarten A. wichmannianus. Namnet Antarctosaurus refererar inte till kontinenten Antarktis, då de första resterna hittades i Argentina. Emellertid har de båda namnen samma härkomst från grekiskans αντι/anti, som betyder 'motsats till', och αρκτός/arktos, som betyder 'norr'. Efterleden kommer från ordet σαυρος/sauros och betyder 'ödla'. Släktnamnet hänvisar till dess geografiska placering på en sydlig kontinent samt på dess tilltänkta ödlelika utseende. Artnamnet anspelar på dess enorma storlek.

## Kvarlevor
Man har hittat väldigt få rester efter Antarctosaurus giganteus, och den anses därmed vara nomen dubium enligt vissa forskare (Upchurch o. a., 2004). De mest berömda av dessa ben man hittat är två gigantiska lårben, vilka är bland de största hos någon känd dinosaurie. Dessa har uppmätts till en längd av 2.35 meter. Då man beräknat storleken utifrån dessa ben har man i en studie kunnat uppmäta massan till 69 ton. Därmed var den bara litet mindre än den gigantiska Argentinosaurus, som med en tyngd på över 73 ton torde ha varit det tyngsta landlevande djuret någonsin (Mazzetta o. a., 2004). Utöver lårbenen har man hittat två ofullständiga blygdben, övre delen av ett skenben, sex obestämbara långa benfragment, brottstycken av revben samt ofullständiga ryggkotor.

## Fyndplats och släktskap
Benen som nämnts ovan grävdes fram i Plottier-formationen i Neuquén-provinsen i Argentina. Formationen dateras tillbaka till yngre coniacian-skedet under yngre krita, eller runt 87 till 85 miljoner år sedan. The Plottier är, så som den yngre Anacleto-formationen där A. wichmannianus hittades, en medlem av Neuquén-gruppen.
Vissa forskare anser att A. giganteus och A. wichmannianus är olika tillväxtstadier av samma djurart. Dock anser andra att eftersom de två arterna hittades i olika formationer från olika tidsepoker är de två skilda åt. Men eftersom man vet så litet om A. giganteus, och eftersom materialet som tilldelats A. wichmannianus är så förvirrande kan A. giganteus konfidentiellt inte riktigt räknas till släktet Antarctosaurus för tillfället. För vidare försäkring om dess klassificering krävs ytterligare fynd.